# Александров-Агентов Андрій Михайлович
Андрій Михайлович Александров-Агентов (нар. 16 квітня 1918, місто Бійськ, тепер Алтайського краю, Російська Федерація — 13 квітня 1993, місто Москва) — радянський діяч, дипломат, помічник генерального секретаря ЦК КПРС Леоніда Брежнєва. Член Центральної Ревізійної комісії КПРС у 1971—1976 роках. Кандидат у члени ЦК КПРС у 1976—1981 роках. Член ЦК КПРС у 1981—1986 роках. Депутат Верховної Ради СРСР 9—11-го скликань. Кандидат історичних наук.

## Життєпис
Народився в родині адвоката та вчительки математики і хімії. У 1925 році помер батько, родина проживала в Барнаулі, Кемерово, селах Алтайського краю. У 1935 році Андрій Агентов закінчив середню школу в місті Кемерово.
У 1935—1940 роках — студент скандинавського відділення філологічного факультету Ленінградського інституту філософії, літератури та історії (Ленінградського державного університету).
У 1940—1942 роках — референт кореспондентського пункту ТАРС в місті Стокгольмі (Швеція). У 1942—1947 роках — перекладач, аташе, другий секретар місії СРСР у Швеції.
У 1947—1953 роках — перший секретар, завідувач реферантури (сектора) по Швеції, помічник завідувача П'ятого відділу (Скандинавські країни) МЗС СРСР, у 1953—1957 роках — помічник завідувача, радник, заступник завідувача Третього Європейського відділу Міністерства закордонних справ СРСР.
Член ВКП(б) з 1948 року.
У 1949 році закінчив заочно Вищу дипломатичну школу МЗС СРСР.
У 1957—1961 роках — радник при міністрі закордонних справ СРСР Андрієві Громико.
У травні 1961 — червні 1963 року — старший референт із зовнішньої політики Секретаріату Президії Верховної ради СРСР (референт Леоніда Брежнєва).
З червня 1963 по жовтень 1964 року — помічник з міжнародних справ секретаря ЦК КПРС Леоніда Брежнєва.
У 1964—1966 роках — помічник з міжнародних справ 1-го секретаря ЦК КПРС Леоніда Брежнєва, у березні 1966 — лютому 1986 року — помічник з міжнародних справ генерального секретаря ЦК КПРС (Леоніда Брежнєва, Юрія Андропова, Костянтина Черненка, Михайла Горбачова).
У 1976—1977 роках брав участь в переговорах з американською продюсерською компанією Air Time Inc. і Bregin Film Corporation LG про виробництво документального 20-серійного серіалу «Велика Вітчизняна» («Невідома війна», англ. The Unknown War) і був одним з авторів його сценарію. Був удостоєний за цей фільм Ленінської премії в 1980 році.
У 1981 році спільно з Костянтином Славіним, Генріхом Боровиком, Віталієм Ігнатенко написав сценарій документальної кіноепопеї «Всього дорожче» про післявоєнну історію СРСР, знятої на Центральній студії документальних фільмів, що складалася з 8 повнометражних фільмів.
З лютого 1986 року — персональний пенсіонер союзного значення в Москві.
З травня 1986 по червень 1992 року — радник при Міністерстві закордонних справ СРСР (Російської Федерації).
Помер 13 квітня 1993 року. Похований в Москві на Новокунцевському цвинтарі.

## Нагороди і звання
- орден Леніна
- орден Жовтневої Революції
- три ордени Трудового Червоного Прапора
- орден Червоної Зірки
- медалі
- надзвичайний і повноважний посол СРСР
- Ленінська премія (1980)
- Державна премія СРСР (1982)